# لاریسا کورکینا
لاریسا کورکینا (روسی: Лариса Николаевна Куркина؛ زادهٔ ۱۸ دسامبر ۱۹۷۳) اسکی‌باز صحرانوردی اهل روسیه بود.